# Daïra de Tamalous
La daïra de Tamalous est une circonscription administrative algérienne située dans la wilaya de Skikda. Son chef-lieu est situé sur la commune éponyme de Tamalous.

## Communes
La daïra est composée de trois communes: 
- Tamalous
- Bin El Ouiden
- Kerkera